# Jürgen Hoppe
Jürgen Reimar Hoppe (* 15. Juni 1954 in Parchim; † 1. Mai 2021) war ein deutscher Botaniker, Biodiversitätsinformatiker und Mitbegründer der Biodiversitätsdatenbank SysTax.

## Leben
Hoppe studierte nach dem Besuch des Gymnasiums bei St. Michael Schwäbisch Hall von 1973 bis 1981 Biologie an der Universität Ulm und promovierte anschließend 1984 mit der Arbeit „Die Morphogenese der Cyathiendrüsen und ihrer Anhänge, ihre blattypologische Deutung und Bedeutung“ ebendort.
Hoppe war von 1981 bis 2020 Akademischer Mitarbeiter am Institut für systematische Botanik und Ökologie der Universität Ulm.
Neben seiner wissenschaftlichen Tätigkeit war er bis zu seinem Tod für viele Jahre Vorstand des Ulmer Universitätssegelclubs.

## SysTax
1989 mitbegründete Hoppe SysTax, „ein zentrales, integriertes biologisches Datenbanksystem, das die parallele Nutzung durch multiple Nutzer und Institutionen ermöglicht“.
SysTax wurde als zentrale Datenbank für botanische Gärten entwickelt, umfasst unter anderem Herbardaten, botanische Gärten, zoologische Sammlungen, Pflanzenviren, Pilze, Procarya und Zellkulturen und ist in Deutschland mit rund 474.000 Datensätzen größter Lieferant für Sammlungsdaten GBIFs.
Wesentliche Absicht und Aufgabe SysTax' ist die Verwaltung von Daten aus verschiedenen nationalen Einrichtungen und die weltweite freie Bereitstellung dieser.